# Robert Dalva
Robert Dalva (New York, 14 aprile 1942 – Larkspur, 27 gennaio 2023) è stato un montatore statunitense, conosciuto per aver contribuito alla creazione di Jurassic Park III. Era abituale collaborare di Joe Johnston.

## Filmografia parziale

### Montatore
- Lions Love, regia di Agnès Varda (1969)
- Forever, regia di John Korty (1978)
- Black Stallion (The Black Stallion), regia di Carroll Ballard (1979)
- Latino, regia di Haskell Wexler (1985)
- Doppia personalità (Raising Cain), regia di Brian De Palma (1992)
- Jumanji, regia di Joe Johnston (1995)
- Conceiving Ada, regia di Lynn Hershman-Leeson (1997)
- Cielo d'ottobre (October Sky), regia di Joe Johnston (1999)
- Jurassic Park III, regia di Joe Johnston (2001)
- Oceano di fuoco - Hidalgo (Hidalgo), regia di Joe Johnston (2004)
- The Prize Winner of Defiance, Ohio, regia di Jane Anderson (2005)
- Touching Home, regia di Logan Miller e Noah Miller (2008)
- Captain America - Il primo Vendicatore (Captain America: The First Avenger), regia di Joe Johnston (2011)
- Volano coltelli (Knife Fight), regia di Bill Guttentag (2012)
- Lovelace, regia di Robert Epstein e Jeffrey Friedman (2013)
- Sweetwater - Dolce vendetta (Sweetwater), regia di Logan Miller e Noah Miller (2013)
- Bus 657 (Heist), regia di Scott Mann (2015)
- Resa dei conti (Precious Cargo), regia di Max Adams (2016)